# 関市立図書館
関市立図書館（せきしりつとしょかん）は、岐阜県関市若草通2丁目1番地 わかくさ・プラザ学習情報館にある公共図書館。学校法人岐阜済美学院が指定管理者を務めている。
分館として関市立図書館武儀分館（むぎぶんかん）と関市立図書館武芸川分館（むげがわぶんかん）を、分室として関市立図書館洞戸分室（ほらどぶんしつ）と関市立図書館板取分室（いたどりぶんしつ）と関市立図書館上之保分室（かみのほぶんしつ）を有する。
2020年度（令和2年度）末の蔵書冊数は433,239点、2020年度の貸出冊数は432,808点である。2021年（令和3年）3月1日時点の関市の人口は87,050人であり、住民1人あたり貸出冊数は4.97冊である。2017年度（平成29年度）末時点の蔵書数は岐阜県の公共図書館で5番目だった。

## 歴史

### 関市公民館図書室（1947年～1978年）
1947年（昭和22年）4月、武儀郡関町本町（現・関市山ノ手1丁目）に関町公民館が開館し、蔵書冊数約1500冊の関町公民館図書室が設置された。関尋常高等小学校（現・関市立安桜小学校）に設置されていた積徳文庫を引き継いだものである。
1950年（昭和25年）10月には武儀郡関町が市制施行して関市が発足し、関町公民館図書室は関市公民館図書室となった。1957年（昭和32年）以前は館内閲覧のみだったが、1957年（昭和32年）7月には15人以上の読書会に対して館外貸出を開始した。
1967年（昭和42年）4月、前年に開館していた関市文化会館に関市公民館図書室が移転した。1973年（昭和48年）6月には移動図書館サービスを開始し、1975年（昭和50年）5月には移動図書館車「まなび号」を購入した。

### 関市文化会館時代（1978年～1999年）

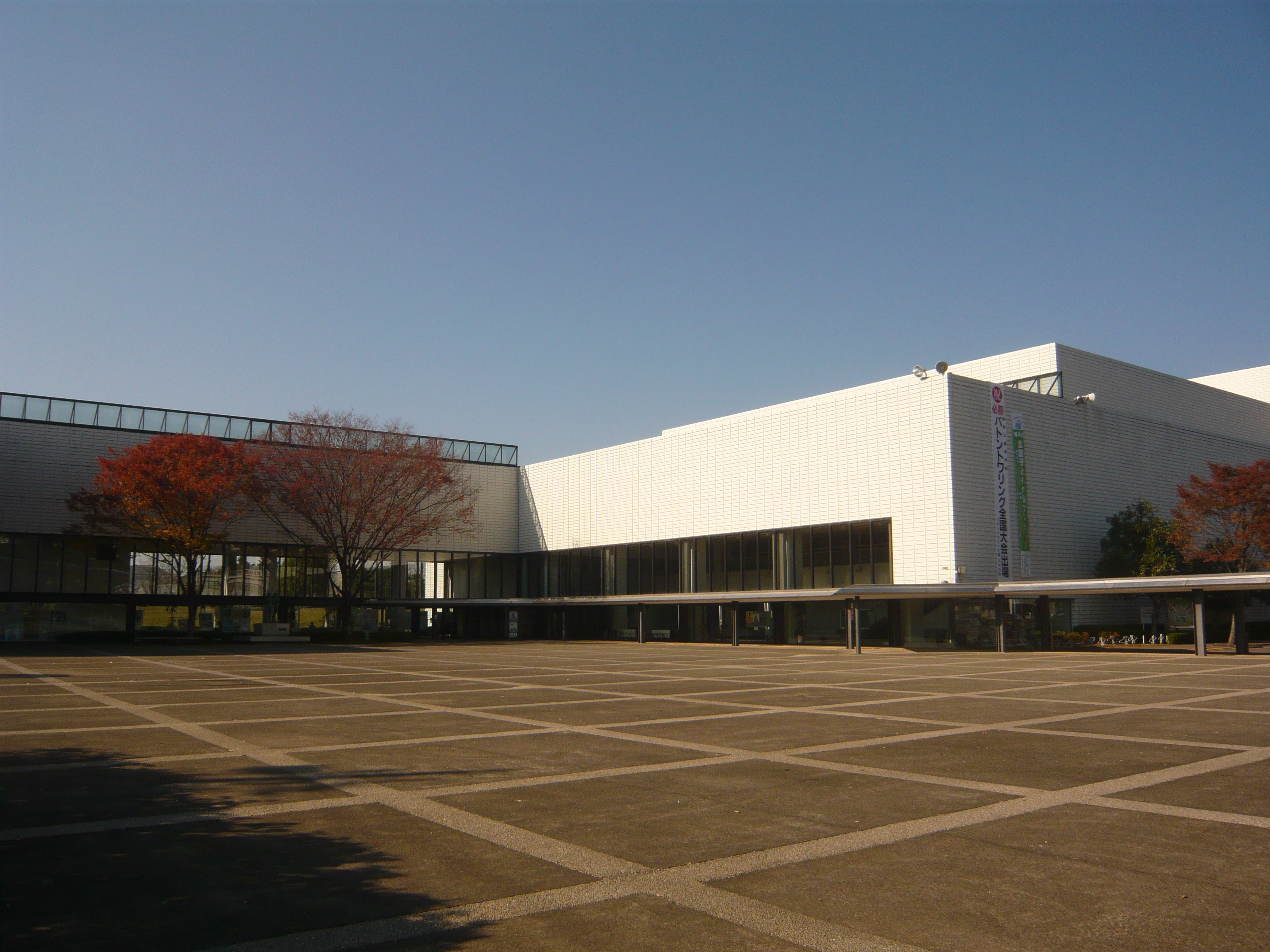
2代目の関市文化会館

1978年（昭和53年）8月には桜本町の関市立関商工高等学校跡地に2代目の関市文化会館が開館し、関市文化会館に隣接する関市公民館に関市立図書館が開館した。蔵書冊数は約1万5000冊である。この際に一般に対する館外貸出を開始し、同年9月には図書館条例を制定した。
1980年（昭和55年）9月には図書館充実のための献本運動が行われたこともあり、蔵書冊数は約3万冊に増加した。同年10月には元関市長の亀山一二から寄贈された蔵書によって亀山文庫が設置され、1982年（昭和57年）8月には元関市長の福岡博由から寄贈された蔵書によって福岡文庫が設置された。この間の1982年（昭和57年）5月には関市独立図書館建設促進委員会が発足し、同年9月には関市議会に対して図書館建設の請願を行い、同年12月には関市議会が請願を全会一致で採択している。
1989年（平成元年）10月には移動図書館車「まなび号」を2代目車両に置き換えた。1995年（平成7年）4月には新図書館に開館に先立ち、「せき・わかくさ文庫」の重点収集資料（円空・刀剣・刃物・広瀬惟然）の収集を開始した。1997年度（平成9年度）には貸出冊数が約16万冊、貸出者数が約6万3000人だった。1999年（平成11年）1月から5月には、新図書館移転準備のために長期休館した。1967年（昭和42年）に関市公民館図書室が開館してから移転準備に入るまで、関市立図書館は一度も蔵書点検を行ったことがなかった。

### わかくさ・プラザ時代（1999年～）
関市は1996年（平成8年）10月15日に生涯学習都市を宣言し、その拠点として総事業費約108億円で「わかくさ・プラザ」（関市生涯学習拠点施設）の建設を計画。1999年（平成11年）5月14日、わかくさ・プラザの学習情報館に関市立図書館の新館が開館した。わかくさ・プラザは学習情報館、総合福祉会館、総合体育館の3施設からなる複合施設である。
新館の開館から約1年5か月後の2000年（平成12年）8月30日時点で、貸出冊数は50万冊を、貸出者数は16万人を超え、いずれも旧館の3年分以上に相当する数字だった。登録者2万3618人のうち、約3500人が関市以外在住であり、美濃市在住者が1780人、岐阜市と美濃加茂市在住者が数百人だった。2001年（平成13年）11月には公式ウェブサイトを開設した。2002年（平成14年）4月には関市の取り組みとしてブックスタート事業を開始した。
2005年2月7日、関市は武儀郡の2町3村（武儀町・武芸川町・洞戸村・板取村・上之保村）を編入合併した。これにともなって、旧町村の図書館・図書室は武儀分館、武芸川分館、洞戸分室、板取分室、上之保分室となっている。2007年（平成19年）4月には「せき・わかくさ文庫」の重点収集資料に仙厓義梵が加えられた。
2009年（平成21年）4月には本館に指定管理者制度を導入し、学校法人岐阜済美学院が指定管理者となった。岐阜済美学院は関市で中部学院大学を運営している学校法人である。同時に洞戸分室は洞戸まちづくり委員会に、板取分室は虎杖ふれあいのまちづくり推進委員会に業務委託されている。2010年（平成22年）4月には上之保分室が上之保ふれあいのまちづくり推進委員会に、2011年（平成23年）4月には武芸川分館が武芸川まちづくり委員会に業務委託された。
2011年（平成23年）10月には電子書籍の貸出を本格的に開始した。2013年（平成25年）4月には武儀分館が特定非営利活動法人日本平成村に業務委託された。2014年（平成26年）4月には「子どもの読書推進活動優秀実践図書館」として文部科学大臣表彰を受けた。申請時に対する絵本のプレゼント、読み聞かせや本の紹介、電子書籍端末の貸出などが評価された。2015年（平成27年）4月には雑誌スポンサー制度を開始し、読書手帳の正式版の発行を開始した。また国立国会図書館デジタルコレクションのデジタル送信サービスを開始した。2018年（平成30年）2月には岐阜県の公共図書館として初めて電子図書館をオープンさせた。
2020年（令和2年）には新型コロナウイルス感染症が世界的に流行したが、2020年度（令和2年度）は臨時休館を11日間にとどめた。電子図書館の開設当初は89タイトルだったが、3年後の2021年（令和3年）3月には5572タイトルにまで増加させており、臨時休館を行った2020年（令和2年）5月には過去最高の716回の貸出があった。コロナ禍において電子図書館サービスは注目されており、岐阜県内外の図書館や報道機関から多数の問い合わせを受けている。2021年（令和3年）1月23日には関市文化財保護センターと連携し、市制70周年・合併15周年記念事業として講座「絵図・地図から読む関のまち」を開催した。
2021年度（令和3年度）と2022年度（令和4年度）には約1億3500万円が投じられるリニューアル工事が予定されている。庭園の一部に学習などができる多目的室を建設する予定である。

## 特色

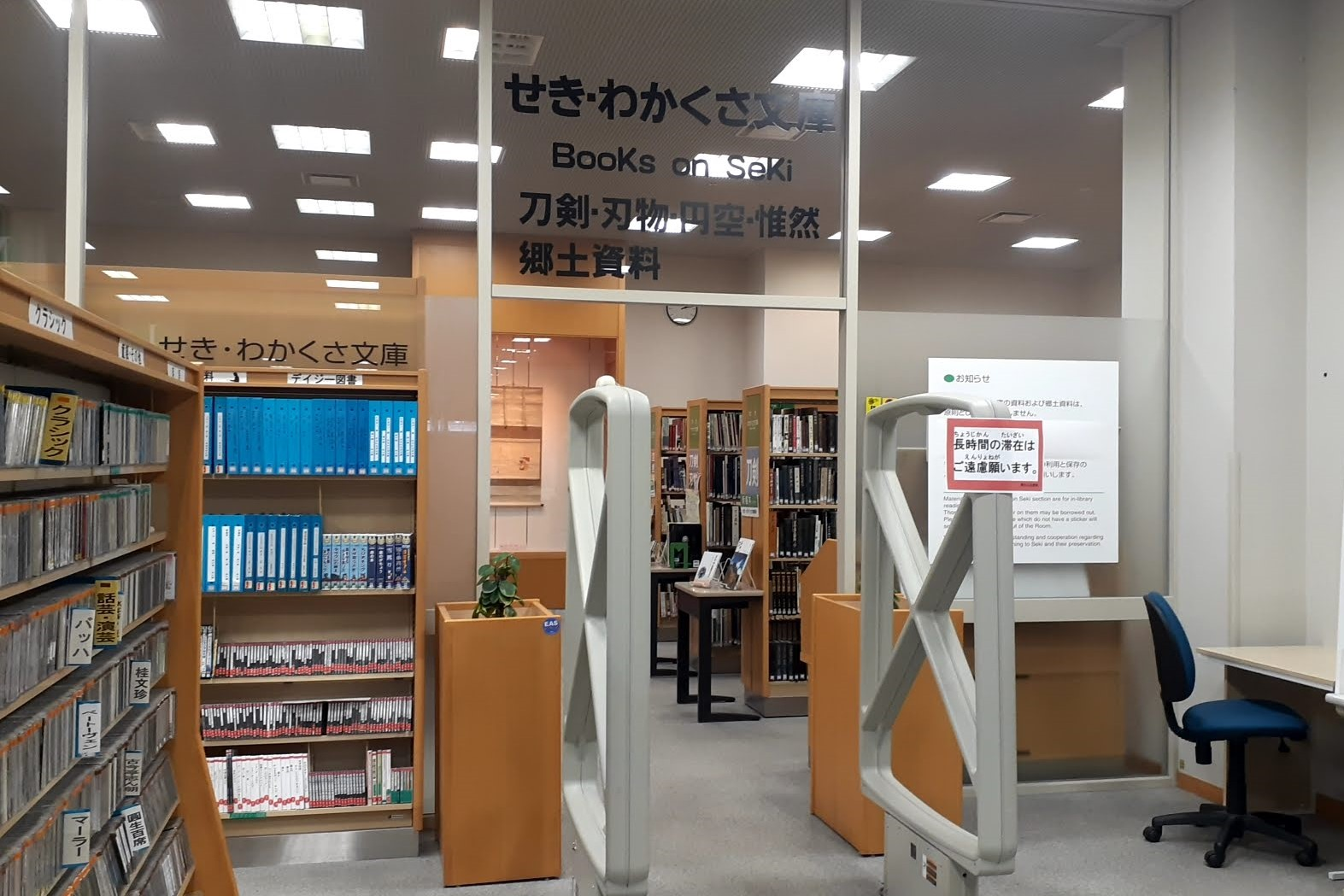
「せき・わかくさ文庫」

### 郷土資料
関市の伝統文化と産業に関する資料室として「せき・わかくさ文庫」があり、「せき・わかくさ文庫」の重点収集資料として刀剣・刃物・円空・広瀬惟然・仙厓義梵の5分野がある。「せき・わかくさ文庫」全体の蔵書数は図書・雑誌・視覚資料合わせて約2万点である。重点収集資料の5分野の蔵書数は約6000点であり、うち約3000点は刀剣の分野である。2010年代には刀剣ブームが起こったことで、「せき・わかくさ文庫」では若い女性の利用者が急増している。
- 刀剣 - 関市には関鍛冶伝承館がある。刀剣および刀装具に関する研究資料や図録を網羅的に収集している[23]。
- 刃物 - 鎌倉時代からの地場産業の伝統を有し、関市は「世界三大刃物産地」の一つとされる。鉄や刃物、たたら製鉄に関する資料を収集している[23]。
- 円空 - 江戸時代の仏師。関市には円空仏が数多く残されており、関市円空館がある。写真家の後藤英夫による『円空の彫刻』、円空に関する写真集や研究資料などを収集している[23]。
- 広瀬惟然 - 江戸時代の俳人。美濃国武儀郡関出身。惟然や師匠である松尾芭蕉に関する資料を収集している[23]。
- 仙厓義梵 - 江戸時代の禅僧・画家。美濃国武儀郡武芸川出身。関市が武芸川町を編入した後の2007年度（平成19年度）に重点収集資料に加えられた[23]。

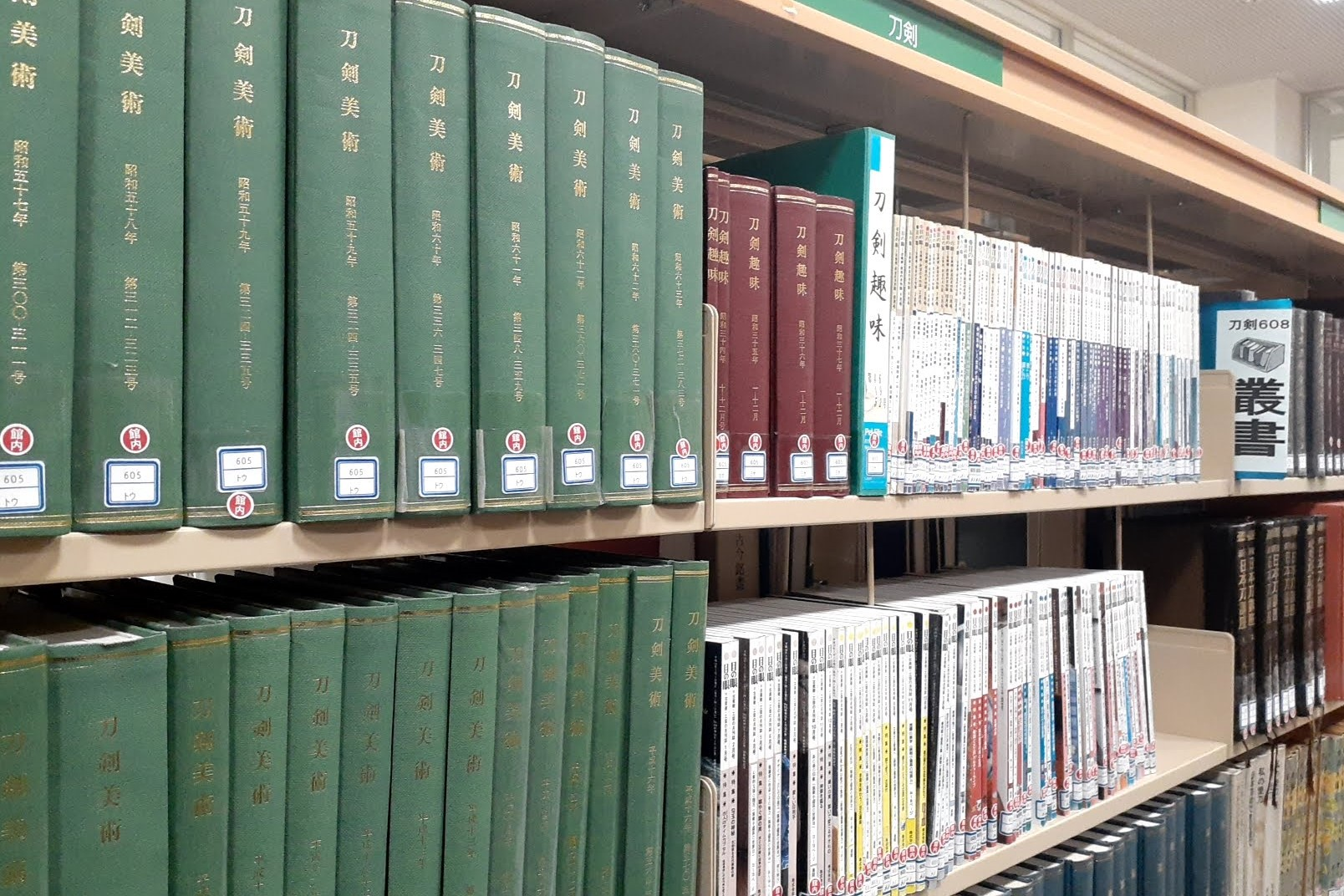
「刀剣」分野の重点収集文献
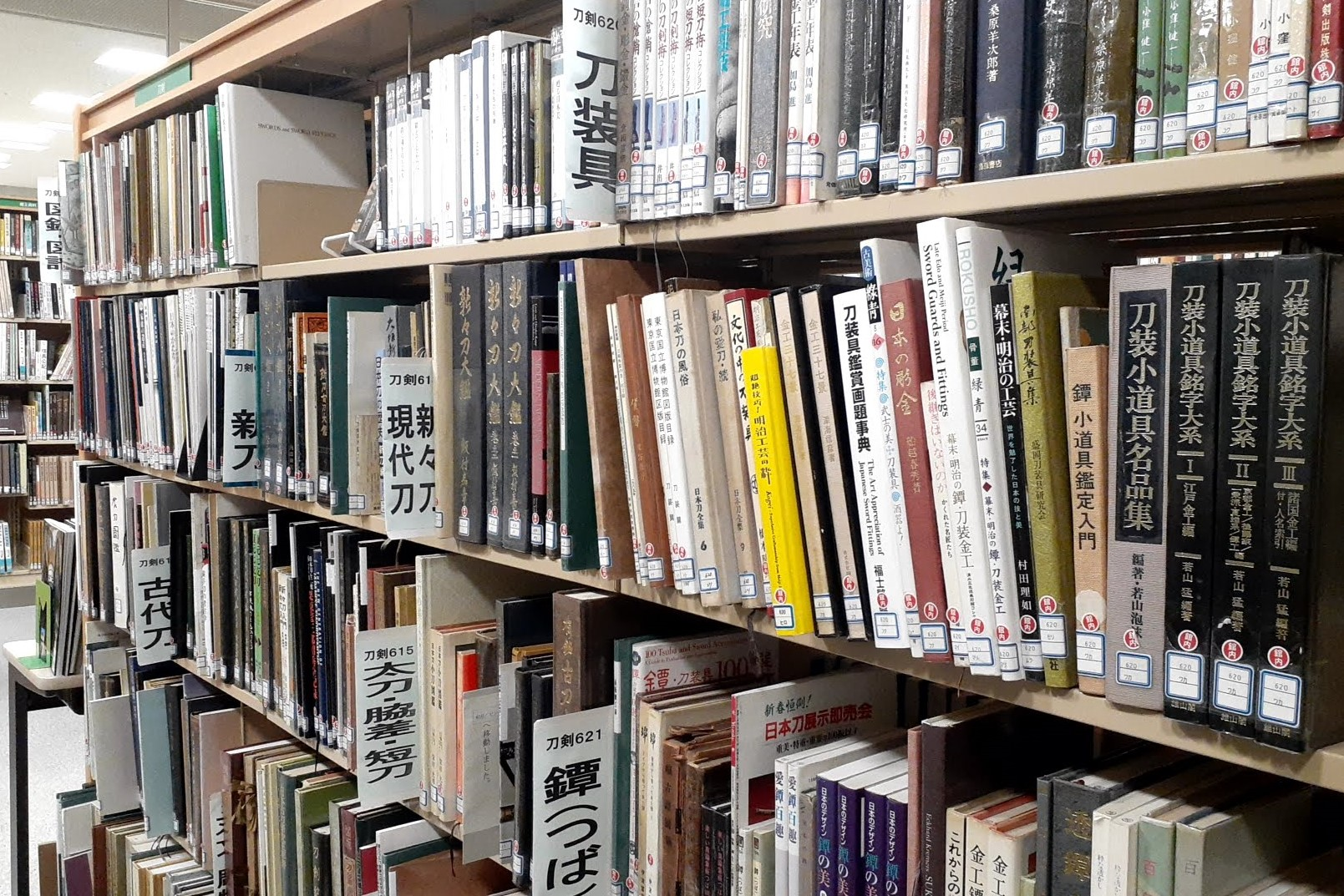
「刀剣」分野の重点収集文献

## 施設

### 本館
統計
- 床面積 - 2,232.4m2[22]
- 蔵書冊数 - 327,335冊（2020年度末）[1]
- 貸出冊数 - 400,656冊（2020年度）[3]
- 来館者数 - 140,008人（2020年度）[3]

利用案内
- 所在地 - 岐阜県関市若草通2丁目1番地 わかくさ・プラザ学習情報館
- 休館日 - 月曜日（※祝日は開館）、年末年始、特別整理休館日（蔵書点検期間）
- 開館時間 -  平日は10時～20時、土日祝日は10時～17時
- アクセス - 長良川鉄道市役所前駅から徒歩5分

### 武儀分館
統計
- 床面積 - 711m2[22]
- 蔵書冊数 - 50,645点（2020年度末）[1]
- 貸出冊数 - 10,308冊（2020年度）[3]
- 来館者数 - 4,388人（2020年度）[3]

利用案内
- 所在地 - 岐阜県関市富之保2001-1 武儀生涯学習センター
- 休館日 -  月曜日（※祝日は開館）、年末年始、祝日の翌日（土日休日は開館）、特別整理休館日（蔵書点検期間）
- 開館時間 - 平日・土日祝日ともに10時～18時

### 武芸川分館
統計
- 床面積 - 242m2[22]
- 蔵書冊数 - 32,047点（2020年度末）[1]
- 貸出冊数 - 17,217冊（2020年度）[3]
- 来館者数 - 5,352人（2020年度）[3]

利用案内
- 所在地 - 岐阜県関市武芸川町小知野779-1 武芸川生涯学習センター
- 休館日 - 月曜日（※祝日は開館）、年末年始、祝日の翌日（土日休日は開館）、特別整理休館日（蔵書点検期間）
- 開館時間 - 平日・土日祝日ともに9時～17時

### 洞戸分室
統計
- 床面積 - 69m2[22]
- 蔵書冊数 - 4,967点（2020年度末）[1]
- 貸出冊数 - 2,039冊（2020年度）[3]
- 来館者数 - 800人（2020年度）[3]

利用案内
- 所在地 - 岐阜県関市洞戸市場294番地5　（洞戸ふれあいセンター（ほらどキウイプラザ）内）
- 休館日 - 月曜日、年末年始、祝日の翌日、特別整理休館日（蔵書点検期間）
- 開館時間 - 平日・土日祝日ともに9時～17時

### 板取分室
統計
- 床面積 - 56m2[22]
- 蔵書冊数 - 5,520点（2020年度末）[1]
- 貸出冊数 - 758冊（2020年度）[3]
- 来館者数 - 626人（2020年度）[3]

利用案内
- 所在地 - 岐阜県関市板取1643番地17 板取生涯学習センター
- 休館日 - 月曜日（※祝日は開館）、年末年始、祝日の翌日（土日休日は開館）、特別整理休館日（蔵書点検期間）
- 開館時間 - 平日・土日祝日ともに9時～17時

### 上之保分室
統計
- 床面積 - 150m2[22]
- 蔵書冊数 - 12,705点（2020年度末）[1]
- 貸出冊数 - 1,830冊（2020年度）[3]
- 来館者数 - 1,494人（2020年度）[3]

利用案内
- 所在地 - 岐阜県関市上之保15110-1 上之保生涯学習センター
- 休館日 - 月曜日（※祝日は開館）、年末年始、祝日の翌日（土日休日は開館）、特別整理休館日（蔵書点検期間）
- 開館時間 - 平日・土日祝日ともに9時～17時